# Grimon Langson
Grimon Langson (* 10. März 1955) ist ein ehemaliger malawischer Radrennfahrer.

## Sportliche Laufbahn
Langson war im Straßenradsport aktiv. Er war Teilnehmer der Olympischen Sommerspiele 1972 in München. Im olympischen Straßenrennen kam er beim Sieg von Hennie Kuiper nicht ins Ziel. 
Malawi war 1972 zum ersten Mal im Radsport bei Olympischen Spielen vertreten.